# Campionato sudamericano per club 2020 (pallavolo femminile)
Il campionato sudamericano per club 2020 si è svolto dal 17 al 21 febbraio 2020 a Uberlândia, in Brasile: al torneo hanno partecipato cinque squadre di club sudamericane e la vittoria finale è andata per la terza volta consecutiva al Minas.

## Impianti
|                                                                                          |  |  |
|                                                                                          |  |  |
| Ginásio Municipal Tancredo Neves Città: Uberlândia Capienza: 1988 Anno d'apertura: 8 000 |  |  |

## Regolamento

### Formula
Le squadre hanno disputato un'unica fase con formula del girone all'italiana.

### Criteri di classifica
Se il risultato finale è stato di 3-0 o 3-1 sono stati assegnati 3 punti alla squadra vincente e 0 a quella sconfitta, se il risultato finale è stato di 3-2 sono stati assegnati 2 punti alla squadra vincente e 1 a quella sconfitta.
L'ordine del posizionamento in classifica è stato definito in base a:
- Punti;
- Numero di partite vinte;
- Ratio dei set vinti/persi;
- Ratio dei punti realizzati/subiti.

## Squadre partecipanti
| Squadra      | Qualificazione                                                   | Ultima partecipazione                 |
| ------------ | ---------------------------------------------------------------- | ------------------------------------- |
| Boca Juniors | Vincitrice Liga Femenina de Voleibol Argentino 2019              | Campionato sudamericano per club 2019 |
| San Lorenzo  | 2ª alla Liga Femenina de Voleibol Argentino 2019                 | Campionato sudamericano per club 2019 |
| UCB          | Vincitrice Liga Superior Femenina del Voleibol Boliviano 2017-18 | Campionato sudamericano per club 2012 |
| Minas        | Vincitrice Superliga Série A 2018-19                             | Campionato sudamericano per club 2019 |
| Praia Clube  | Squadra organizzatrice                                           | Campionato sudamericano per club 2019 |

## Torneo

### Risultati
| 17 febbraio 2020 Ginásio Tancredo Neves, Uberlândia Durata: ? - Spettatori: ? | Praia Clube  | 3 - 0 | UCB          | 25-10, 25-7, 25-8                 |
| 17 febbraio 2020 Ginásio Tancredo Neves, Uberlândia Durata: ? - Spettatori: ? | Boca Juniors | 0 - 3 | San Lorenzo  | 23-25, 18-25, 20-25               |
| 18 febbraio 2020 Ginásio Tancredo Neves, Uberlândia Durata: ? - Spettatori: ? | Praia Clube  | 3 - 0 | San Lorenzo  | 25-15, 25-9, 25-14                |
| 18 febbraio 2020 Ginásio Tancredo Neves, Uberlândia Durata: ? - Spettatori: ? | Minas        | 3 - 0 | UCB          | 25-12, 25-14, 25-14               |
| 19 febbraio 2020 Ginásio Tancredo Neves, Uberlândia Durata: ? - Spettatori: ? | San Lorenzo  | 3 - 0 | UCB          | 25-14, 25-15, 25-12               |
| 19 febbraio 2020 Ginásio Tancredo Neves, Uberlândia Durata: ? - Spettatori: ? | Minas        | 3 - 0 | Boca Juniors | 25-11, 25-17, 25-12               |
| 20 febbraio 2020 Ginásio Tancredo Neves, Uberlândia Durata: ? - Spettatori: ? | Praia Clube  | 3 - 2 | Boca Juniors | 25-18, 26-24, 21-25, 22-25, 15-11 |
| 20 febbraio 2020 Ginásio Tancredo Neves, Uberlândia Durata: ? - Spettatori: ? | Minas        | 3 - 0 | San Lorenzo  | 25-11, 25-17, 25-12               |
| 21 febbraio 2020 Ginásio Tancredo Neves, Uberlândia Durata: ? - Spettatori: ? | Boca Juniors | 3 - 0 | UCB          | 25-10, 25-16, 25-12               |
| 21 febbraio 2020 Ginásio Tancredo Neves, Uberlândia Durata: ? - Spettatori: ? | Minas        | 3 - 0 | Praia Clube  | 25-22, 27-25, 25-16               |

### Classifica
| Pos. | Squadra      | Pt | G | V | P | SV | SP | Ratio | PF  | PS  | Ratio |
| ---- | ------------ | -- | - | - | - | -- | -- | ----- | --- | --- | ----- |
| 1.   | Minas        | 12 | 4 | 4 | 0 | 12 | 0  | MAX   | 302 | 188 | 1,606 |
| 2.   | Praia Clube  | 8  | 4 | 3 | 1 | 9  | 5  | 1,800 | 322 | 233 | 1,381 |
| 3.   | San Lorenzo  | 6  | 4 | 2 | 2 | 6  | 6  | 1,000 | 228 | 258 | 0,883 |
| 4.   | Boca Juniors | 4  | 4 | 1 | 3 | 5  | 9  | 0,555 | 284 | 297 | 0,956 |
| 5.   | UCB          | 0  | 4 | 0 | 4 | 0  | 12 | 0,000 | 144 | 300 | 0,480 |

## Classifica finale
| Pos | Squadre      | Qualificazione                    |
| --- | ------------ | --------------------------------- |
|     | Minas        | Campionato mondiale per club 2020 |
|     | Praia Clube  |                                   |
|     | San Lorenzo  |                                   |
| 4   | Boca Juniors |                                   |
| 5   | UCB          |                                   |

## Premi individuali
| Premio                 | Nome                  | Squadra     |
| ---------------------- | --------------------- | ----------- |
| MVP                    | Thaísa de Menezes     | Minas       |
| Miglior palleggiatrice | Mácris Carneiro       | Minas       |
| Miglior opposto        | Brayelin Martínez     | Praia Clube |
| Miglior schiacciatrice | Dobriana Rabadžieva   | Minas       |
| Miglior schiacciatrice | Daniela Bulaich       | San Lorenzo |
| Miglior centrale       | Caroline Gattaz       | Minas       |
| Miglior centrale       | Ana Carolina da Silva | Praia Clube |
| Miglior libero         | Léia da Silva         | Minas       |